# Yan Fu
Yan Fu, stilnamn: Ji Dao (幾道), född 8 januari 1854, död 27 oktober 1921, var en kinesisk akademiker och översättare. 
Han är mest känd för att ha introducerat västerländska idéer i Kina under det sena 1800-talet. Bland annat Charles Darwins teori om det naturliga urvalet. Han översatte även verk av Thomas Huxley, Adam Smith, John Stuart Mill och Herbert Spencer.
Yan Fu fick ett högt anseende för sina översättningar och blev politiskt aktiv i Koumintang. 1912 blev han den förste rektorn vid Pekinguniversitetet.